# Раздолье (Дагестан)
Раздолье — село в Тарумовском районе Дагестана. Образует сельское поселение село Раздолье как единственный населённый пункт в его составе.

## Географическое положение
Расположено в 14 км к северу от районного центра села Тарумовка, на трассе Махачкала — Астрахань.

## История
Один из старых русских поселение в Затеречье. Основано в 1749 году на месте ногайского кочевья Тягалону.
В XIX веке заселялось переселенцами с Дона, Кубани, Сибири. Основным занятием жителей было садоводство, так же они занимались земледелием: сеяли просо, рис, бахчевые и огородные культуры.
Изначально село Раздолье принадлежало двум братьям — помещикам Всеволжским. В 1857 году они продали имение в государственную казну.

## Население
| 1889  | 1914  | 1926  | 1959  | 1970  | 1989  | 2002  |
| ----- | ----- | ----- | ----- | ----- | ----- | ----- |
| 610   | ↗1184 | ↘1078 | ↗1129 | ↘1008 | ↗1602 | ↘1032 |
| 2010  | 2012  | 2013  | 2014  | 2015  | 2016  | 2017  |
| ↗1146 | ↗1169 | ↗1187 | ↗1220 | ↗1224 | ↘1215 | ↗1230 |
| 2018  | 2019  | 2020  | 2021  | 2023  | 2024  | 2025  |
| ↗1250 | ↘1244 | ↗1255 | ↗1375 | ↘1366 | ↘1360 | ↗1378 |

Национальный состав
По данным Всесоюзной переписи населения 1926 года:
| № | Национальность | Численность, чел. | Доля  |
| - | -------------- | ----------------- | ----- |
| 1 | русские        | 1078              | 100 % |

По результатам Всероссийской переписи населения 2010 года:
| № | Национальность | Численность, чел. | Доля   |
| - | -------------- | ----------------- | ------ |
| 1 | аварцы         | 430               | 37,5 % |
| 2 | даргинцы       | 418               | 36,5 % |
| 3 | русские        | 247               | 21,6 % |
| 4 | другие         | 51                | 4,4 %  |